# Iwona Lorenc
Iwona Barbara Lorenc – polska filozofka, specjalizuje się w filozofii współczesnej, w tym w fenomenologii, estetyce i filozofii sztuki; profesor nauk humanistycznych.

## Życiorys
Absolwentka studiów magisterskich na Wydziale Polonistyki Uniwersytetu Warszawskiego i w Instytucie Filozofii na Wydziale Filozofii i Socjologii Uniwersytetu Warszawskiego oraz studiów doktoranckich w Instytucie Filozofii Uniwersytetu Warszawskiego, gdzie w 1979 r. uzyskała stopień doktora nauk humanistycznych. W 1993 r. habilitowała się na podstawie książki pt. "Logos i mit estetyczności" (recenzenci habilitacji: dr hab. Stanisław Pazura, prof. dr hab. Andrzej Półtawski, prof. dr hab. Anna Zeidler-Janiszewska).  W 2002 r. uzyskała tytuł profesora nauk humanistycznych. 
Do 1989 r. nauczała filozofii na Politechnice Warszawskiej; od 1989 r. pracowała kolejno jako adiunkt, jako profesor nadzwyczajny, a następnie – do przejścia na emeryturę - jako profesor zwyczajny w Instytucie Filozofii na Uniwersytecie Warszawskim, gdzie w latach 1995–2008 współkierowała również  Pracownią Badań nad Filozofią Francuską i Francuskojęzyczną, a od 2006 do 2020 r. pełniła funkcję kierownika Zakładu Estetyki. W latach 1996-2019 pracowała jako profesor w Akademii Teatralnej im. Aleksandra Zelwerowicza w Warszawie, gdzie była członkiem Senatu. 
Od 1989 r współredaktorka, a następnie od 2001 do 2006 r. redaktorka naczelna półrocznika „Sztuka i Filozofia”. W latach 2005-2008 przewodnicząca Rady Naukowej Instytutu Filozofii UW; dwukrotna stypendystka Rządu Francuskiego; współpracowała z Université Paris Sorbonne oraz z Université de Paris X. W 2016 została odznaczona srebrnym Krzyżem Zasługi.

## Wybrane publikacje

### Monografie autorskie
- Dlaczego sztuka?: wprowadzenie do filozofii sztuki, Państwowe Wydawnictwo Naukowe, Warszawa 1990, [rec. Pazura Stanisław, Filozofia filozofii sztuki, „Sztuka i Filozofia” 1991 nr 4].
- Logos i mit estetyczności, Instytut Filozofii UW, Warszawa 1993, [rec. Kuczyńska Alicja, Czy kres mitu estetyczności?, „Sztuka i Filozofia” 1993 nr 7].
- Świadomość i obraz: studia z filozofii przedstawienia, Wydawnictwo Naukowe Scholar, Warszawa 2001, [rec. Michałowska Marianna, Chiński teatr cieni, „Kultura Współczesna” 2001 nr 2/3; Jamroziakowa Anna, Przedstawienie a wyzwolenie spod niechcianego dziedzictwa, „Estetyka i Krytyka” 2003 nr 1].
- Minima aesthetica: szkice o estetyce późnej nowoczesności, Wydawnictwo Naukowe Scholar, Warszawa 2010.
- Estetyczne problemy późnej nowoczesności, Uniwersytet Mikołaja Kopernika, Toruń 2014 (Wykłady Kopernikańskie w Humanistyce).
- Aesthetics and modernity: toward a new philosophical functionalization of art, ed. by Jan Burzyński, Peter Lang, Berlin 2021 (Modernity in Question Studies in Philosophy and History of Ideas ; 16).
- O sztuce na Titanicu. Rozmowy ze Sławomirem Marcem, Wydawnictwa Uniwersytetu Warszawskiego, Warszawa 2022.
- Niepewność fenomenu. Fenomenologia w horyzontach nowoczesności, Wydawnictwa Uniwersytetu Warszawskiego, Warszawa 2024 (ukaże się w grudniu 2024)

### Książki redagowane
- Fenomenologia francuska : rozpoznania, interpretacje, rozwinięcia, wybór tekstów pod red. Jacka Migasińskiego i Iwony Lorenc, przy współpracy Małgorzaty Kowalskiej i Andrzeja Ledera, Instytut Filozofii i Socjologii PAN, Warszawa 2006 (Biblioteka Polskiego Towarzystwa Fenomenologicznego), [rec. Król Zofia, Horyzont niepomyślanego, „Sztuka i Filozofia” 2008 nr 33].
- Wokół fenomenologii francuskiej : możliwości, pokrewieństwa, konfrontacje, red. i słowo wstępne Iwona Lorenc i Jacek Migasiński, Instytut Filozofii i Socjologii PAN, Warszawa 2007 (Biblioteka Polskiego Towarzystwa Fenomenologicznego ; 4).
- Przestrzenie późnej nowoczesności, red. Iwona Lorenc, Mateusz Salwa, Wydawnictwo Oficyna, Łódź 2011 (Konteksty Sztuki, Konteksty Estetyki).
- Fenomen i przedstawienie: francuska estetyka fenomenologiczna: założenia, zastosowania, konteksty, pod red. Iwony Lorenc, Mateusza Salwy i Piotra Schollenbergera, Wydawnictwo Instytutu Filozofii i Socjologii PAN, Warszawa 2012 (Biblioteka Polskiego Towarzystwa Fenomenologicznego ; 6).
- Między integracją i rozproszeniem : doświadczenie estetyczne w kontekstach nowoczesności, red. nauk. Iwona Lorenc, Marcin Rychter, Mateusz Salwa, Wydawnictwa Uniwersytetu Warszawskiego, Warszawa 2018.

### Artykuły, rozdziały w monografiach zbiorowych
- Anti-metaphysical thinking on art (Heidegger and Merleau-Ponty), „Analecta Husserliana” 1991 vol. 37: New queries in aesthetics and metaphysics: time, historicity, art, culture, metaphysics, the transna-tural book 4: Phenomenology in the world fifty years after the death of Edmund Husserl, ed. by Anna-Teresa Tymieniecka, Kluwer, Dordrecht.
- Myślenie widzenia : widzenie jako problem fenomenologicznej hermeneutyki zmysłowości, [w:] Umysł i kultura: zbiór rozpraw, pod red. Anny Pałubickiej i Artura Dobosza, Oficyna Wydawnicza Epigram, Bydgoszcz 2004 (Eidōlon).
- Między logiką sensu i logiką znaczenia: o Husserlowskiej koncepcji wartościowania, [w:] Aksjologiczne źródła pojęć : zbiór rozpraw, pod red. Anny Pałubickiej i Grzegorza A. Dominiaka, Oficyna Wydawnicza Epigram, Bydgoszcz 2005 (Eidōlon).
- O swoistości fenomenologicznej Auslegung, [w:] Wokół fenomenologii francuskiej: możliwości, pokrewieństwa, konfrontacje, pod red. Iwony Lorenc i Jacka Migasińskiego, Instytut Filozofii i Socjologii PAN, Warszawa 2007 (Biblioteka Polskiego Towarzystwa Fenomenologicznego; 4).
- Miejsce sztuki w projekcie ontologicznym późnego Merleau-Ponty’ego, „Sztuka i Filozofia” 2008 nr 33.
- Między sensem a znaczeniem : hermeneutyczny wymiar fenomenologii genetycznej, [w:] Horyzonty fenomenologii, 1. pod red. Dariusza Bębna, Andrzeja Ledera, Cezarego Olbromskiego, Wydawnictwo Adam Marszałek, Toruń 2008.
- L’ oeil emancipè (Emancipation of the eye), „Art Inquiry” 2009 vol. 11: Spaces of freedom in modern art.
- Between transcendentalism and hermeneutics : from Husserl to Heidegger, „Dialogue and Universalism” 2013 nr 2.
- Subversive artistic strategies of the avant-garde and the crisis of modern experience, „Art Inquiry” 2017 vol. 19: Avant-garde and avant-gardes.

### Wykłady otwarte
- Fenomenologia niepewności, wykład wygłoszony podczas konferencji Polskiego Towarzystwa Fenomenologicznego, 3.12.2022[5]
- O filozofii wobec współczesnego bycia-w-świecie opowiada Iwona Lorenc. Mini-wykłady zrealizowane podczas II Festiwalu Filozofii Koherencje w Bydgoszczy [6][7]